# Bokermannohyla circumdata
Espèce
Synonymes
- Hypsiboas circumdatus Cope, 1871
- Hyla circumdata (Cope, 1871)

Statut de conservation UICN

 LC  : Préoccupation mineure
Bokermannohyla circumdata est une espèce d'amphibiens de la famille des Hylidae.

## Répartition
Cette espèce est endémique du Brésil. Elle se rencontre entre 800 et 1 200 m d'altitude dans le sud de l'État de Rio de Janeiro, dans le nord-est de l'État de São Paulo et dans le sud-est de l'État du Minas Gerais.

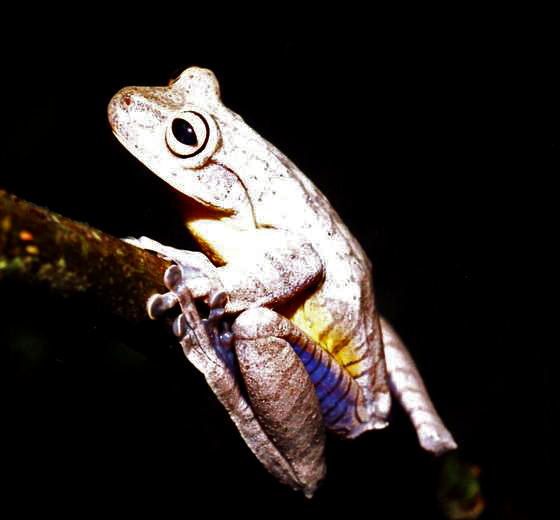

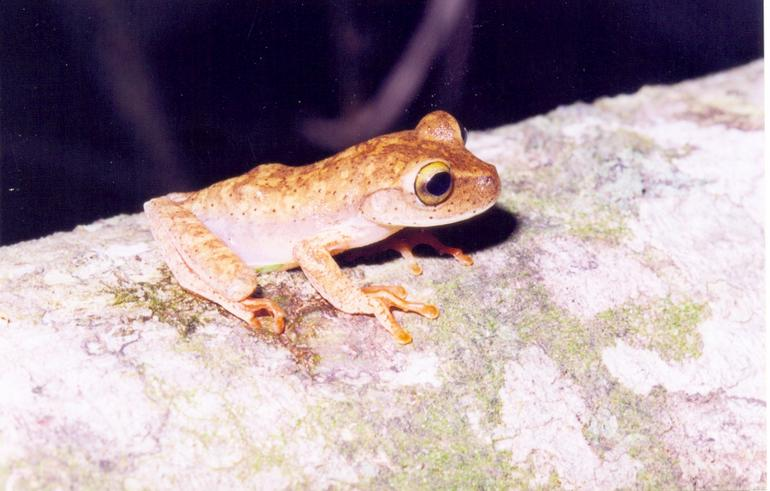

## Publication originale
- Cope, 1871 "1870" : Eighth Contribution to the Herpetology of Tropical America. Proceedings of the American Philosophical Society, vol. 11, no 81, p. 553-559 (texte intégral).